# Fūka
Fūka (風夏?) es un manga escrito e ilustrado por Kouji Seo. Fue publicado en las páginas de la revista Weekly Shōnen Magazine de Kōdansha desde el 12 de febrero de 2014, y recopilado hasta el momento en 19 volúmenes. Cuenta con una adaptación de anime por parte del estudio Diomedéa que se emitió entre el 6 de enero y el 24 de marzo de 2017.
El manga es la secuela de la anterior obra de Seo, Suzuka.

## Argumento
La historia sigue a Yū Haruna, un joven solitario y ávido usuario de Twitter, quien ha hecho una promesa con su amiga de la infancia, Koyuki Hinashi, de formar una banda. Una noche, mientras se dirigía a comprar la cena, accidentalmente se cruza con la extraña Fūka Akitsuki, una joven de su escuela. Debido a que Yū tenía la intención de tomar una fotografía para luego subirla a Twitter, Fūka cree erróneamente que estaba tratando de fotografiar sus bragas, lo que lleva a que rompa su teléfono. Mientras se aleja, Fūka deja caer un CD, el cual Yū devuelve al día siguiente. Apreciando el gesto de Yū, Fūka se da cuenta de que lo ha juzgado mal.

## Personajes
Yū Haruna (榛名 優 Haruna Yū?)
Seiyū: Yūsuke Kobayashi
Yū es el protagonista de la serie y el bajista de la banda "The Fallen Moon" (más tarde rebautizada como Blue Wells). Después de transferirse a una escuela en Tokio, se encuentra con Fūka Akitsuki, una misteriosa mujer que no tiene un teléfono celular. A petición suya, forman una banda, que más tarde se realiza en el festival de su escuela. Yū es de carácter retraído, siendo casi un hikkikomori adicto a Twitter por el cual se comunicaba con sus allegados antes de conocer a Fūka. Compuso todas las canciones de la banda a excepción de "for you" que fue escrita con ayuda de unas grabaciones que había dejado Fūka antes de morir.
Fūka Akitsuki (秋月 風夏 Akitsuki Fūka?)
Seiyū: Lynn
Fūka es la heroína de la serie, y la hija de los personajes principales del manga anterior de Seo "Suzuka". Yū conoce inicialmente a Fūka después de un incidente en el que esta lo acusa de pervertido, rompiéndole el celular . Más tarde, decide formar una banda con Yū tras ser aconsejado por éste, que lleva el nombre de " The Fallen Moon" por su apellido, y se convierte en la vocalista de la banda, y realizan un concierto en el festival de su escuela. En el manga, ella muere siendo atropellada por un camión, su muerte hace que la banda se separe temporalmente. Sin embargo, en el anime el camión falla, y Fūka decide lanzar una carrera de solista debido a que creía que Yū le correspondía a Koyuki. Pero decide volver a la banda a petición de él, quien se le declaró. 
Fūka Aoi (碧井風夏 Aoi Fūka?)
Fūka, llamada Aoi para diferenciarla de Fūka Akitsuki, es una música que vino de Izu (Shizuoka). Después de su presentación en la competencia de la batalla de las bandas, ella se une a Fallen Moon en un festival de música organizado por los Hedgehogs. Luego se revela que fue su padre el conductor del camión que atropello a Akitsuki.
Koyuki Hinashi (氷無小雪 Hinashi Koyuki?)
Seiyū: Saori Hayami
Koyuki es amiga de la infancia de Yū y una cantante popular. Después de un incidente donde ella y Yū son vistos juntos en público, ella confiesa su amor por él en la televisión nacional . sin embargo, Yū la rechaza por querer a   Fūka. Koyuki entiende y se lo comunica a ella. Después de retirarse como músico en solitario, que forma el secreto la banda Rabbitz, cuyos miembros usan cabezas de conejo durante las actuaciones.
Makoto Mikasa (三笠真琴 Mikasa Makoto?)
Seiyū: Sōma Saitō
Hijo de un hombre de negocios, decide abandonar a su familia para cumplir su sueño como tecladista de The Fallen Moon. Tiene actitudes homosexuales, además de sentirse atraído por Nachi 
Kazuya Nachi (那智一矢 Nachi Kazuya?)
Seiyū: Kazuyuki Okitsu
Nachi es el baterista de la banda, metido de prepo por Fūka, el cual antes formaba parte del club de atletismo de la preparatoria. Es de pocas pulgas pero siempre tiene consejos para Yū. 
Sara Iwami (石見沙羅 Iwami Sara?)
Seiyū: Mikako Komatsu
Sara es la hermana menor de Hisashi, guitarrista de los Hedgehogs, la cual también es guitarrista, sin embargo abandonaba otras bandas por no considerarlas aptas para ella, hasta que encuentra su lugar en el mundo gracias a Yū y Fūka. Era una persona demasiado fría y cortante, pero al darse cuenta de que Yū era uno de sus seguidores en Twitter, revela su verdadera naturaleza más adorable, simpatizando mucho con él. 
Maya Haruna (榛名 麻耶 Haruna Maya?)
Seiyū: Mikako Takahashi
Hibiki Haruna (榛名 響 Haruna Hibiki?)
Seiyū: Saori Ōnishi
Chitose Haruna (榛名 知歳 Haruna Chitose?)
Seiyū: Kaede Hondo
Tomomi-sensei (友美先生?)
Seiyū: Yōko Hikasa
Tomomi es la maestra de Yū y Fūka. Más tarde se reveló que ella es la ex tecladista de la banda de Hedgehogs, la banda favorita de Yū y Fūka.

## Contenido de la obra

### Manga
El manga comenzó a publicarse el 12 de febrero de 2014. Ha sido compilado en 19 volúmenes tankōbon. Se estima que el 28 de marzo de 2018 será publicado el último capítulo de la historia en la Shūkan Shōnen Magazine.

#### Volúmenes
| Núm. | Fecha de publicación    | ISBN                   |
| ---- | ----------------------- | ---------------------- |
| 1    | 16 de mayo de 2014      | ISBN 978-4-06-395086-1 |
| 2    | 17 de julio de 2014     | ISBN 978-4-06-395133-2 |
| 3    | 17 de octubre de 2014   | ISBN 978-4-06-395223-0 |
| 4    | 17 de diciembre de 2014 | ISBN 978-4-06-395272-8 |
| 5    | 17 de febrero de 2015   | ISBN 978-4-06-395320-6 |
| 6    | 15 de mayo de 2015      | ISBN 978-4-06-395397-8 |
| 7    | 17 de julio de 2015     | ISBN 978-4-06-395439-5 |
| 8    | 16 de octubre de 2015   | ISBN 978-4-06-395517-0 |
| 9    | 17 de diciembre de 2015 | ISBN 978-4-06-395564-4 |
| 10   | 17 de marzo de 2016     | ISBN 978-4-06-395619-1 |
| 11   | 17 de mayo de 2016      | ISBN 978-4-06-395671-9 |
| 12   | 17 de agosto de 2016    | ISBN 978-4-06-395732-7 |
| 13   | 16 de diciembre de 2016 | ISBN 978-4-06-395825-6 |
| 14   | 17 de enero de 2017     | ISBN 978-4-06-395851-5 |
| 15   | 17 de marzo de 2017     | ISBN 978-4-06-395892-8 |

### Anime
Una adaptación a serie de anime producida por Diomedéa se emitió entre el 6 de enero y el 24 de marzo de 2017. El tema de apertura es "Climbers' High!" interpretado por Manami Numakura (Tama), mientras que el tema de cierre es "Watashi no Sekai" interpretado por Megumi Nakajima. El ending del episodio 6 es "Yukihanabi" (雪花火) interpretado por Saori Hayami. Además, el anime cuenta con Inserts Songs como Hoshi no Furu Machi, for you y Fair Wind siendo interpretadas por Lynn y MEMORIES interpretada por Saori Hayami. El álbum de canciones originales del anime salió a la venta el 14 de marzo del 2017 . El anime tiene 12 episodios y será publicado en 6 volúmenes Blu-ray.

#### Lista de episodios
| Núm. | Título                                          | Fecha de emisión      |
| --- | ----------------------------------------------- | --------------------- |
| 1 | "¡Fūka!" "Fūka!" (風夏！)                       | 6 de enero de 2017    |
| Yū es un joven que se ha trasladado a Tokio para vivir con sus tres hermanas. Al poco de llegar allí conoce por accidente a una chica misteriosa que irradia pura energía; ella se llama Fūka.                  |                                                 |                       |
| 2 | "¡Toma vuelo!" "Habatake!" (はばたけ！)         | 6 de enero de 2017    |
| Fūka esta algo deprimida porque no sabe que hacer con su vida. Por otro lado, la amistad de Yū y Fūka se afianza cada vez más.                                                                                  |                                                 |                       |
| 3 | "¡Triángulo!" "Toraianguru!" (トライアングル！) | 13 de enero de 2017   |
| Yū y los futuros integrantes del futuro grupo van a trabajar durante el verano para poder comprar los instrumentos musicales. Allí, Yū tendrá que dar un paso al frente y superar sus debilidades.              |                                                 |                       |
| 4 | "¡Vivir!" "Raibu!" (ライブ！)                   | 20 de enero de 2017   |
| Se produce un malentendido entre Yū y Fūka. Esto los mantendrá bastantes tensos porque parece que anteponen su orgullo. Entre tanto, se descubre una sorpresa para los protagonistas.                           |                                                 |                       |
| 5 | "¡Amigo!" "Nakama!" (仲間！)                    | 27 de enero de 2017   |
| Luego de las vacaciones. El grupo da sus primeros pasos. |                                                 |                       |
| 6 | "Koyuki Hinashi" "Hinashi Koyuki" (氷無小雪)    | 3 de febrero de 2017  |
| Se descubre más del pasado de Yū y Koyuki, y como fue su último día juntos. |                                                 |                       |
| 7 | "¡Explota!" "Dai Enjō!" (大炎上！)              | 10 de febrero de 2017 |
| Una foto filtrada en Internet provoca una avalancha de tuits que hacen que Yū se hunda mentalmente. Y como si fuera poco, una declaración de Koyuki empeora la situación.                                       |                                                 |                       |
| 8 | "¡Top!" "Toppu!" (トップ！)                     | 17 de febrero de 2017 |
| El concierto comienza de la peor manera cuando los fanes de Koyuki atacan a los protagonistas y cuando la cantante revela su presencia, la situación empeora.                                                   |                                                 |                       |
| 9 | "¡Cita!" "Dēto!" (デート！)                     | 24 de febrero de 2017 |
| Yū y Koyuki tienen una cita para olvidar lo ocurrido anteriormente. Mientras Fūka toma una decisión para el futuro.                                                                                             |                                                 |                       |
| 10 | "Destino" "Unmei" (運命)                        | 10 de marzo de 2017   |
| Se acerca la hora del nuevo concierto y Fūka todavía no ha terminado de componer la letra de la nueva canción. En un momento recuerda algo que le dijeron y que será lo que cambie por completo su perspectiva. |                                                 |                       |
| 11 | "Banda" "Bando" (バンド)                        | 17 de marzo de 2017   |
| El repentino anuncio de Fūka deja al grupo muy golpeado, especialmente a Yū. Sin ella, el grupo toma una muy importante decisión.                                                                               |                                                 |                       |
| 12 | "Fair wind" (Fair wind)                         | 24 de marzo de 2017   |
| Yū tiene la nueva canción lista, pero no la va a considerar completa hasta que Fūka y el grupo vuelvan a estar juntos.                                                                                          |                                                 |                       |

## Recepción
El 13.º volumen del manga ha vendido 24.367 copias en su semana de lanzamiento. Del mismo modo, el 14.º vendió 42.545 copias.